# Ḩomeyl
Ḩomeyl (persiska: حمیل) är en ort i Iran.   Den ligger i provinsen Kermanshah, i den västra delen av landet, 500 km väster om huvudstaden Teheran. Ḩomeyl ligger 1 301 meter över havet och antalet invånare är 1 303.
Terrängen runt Ḩomeyl är kuperad åt nordväst, men åt sydost är den platt.Runt Ḩomeyl är det ganska tätbefolkat, med 60 invånare per kvadratkilometer. Ḩomeyl är det största samhället i trakten. Trakten runt Ḩomeyl består till största delen av jordbruksmark.